# Válka světů
Válka světů je vědeckofantastický román Herberta George Wellse z roku 1898, jenž popisuje invazi mimozemšťanů z Marsu do Anglie. Je to jedna z prvních knih sci-fi žánru mimozemské nepřátelské invaze na Zemi. Několikrát byl podle ní natočen film.
První české knižní vydání vyšlo v roce 1905.

## Děj
Příběh je zasazen do období konce 19. století. Začíná pozváním bezejmenného vypravěče do observatoře v Ottershaw známým astronomem Ogilvym. Tam je svědkem exploze na povrchu Marsu, jedné z mnoha, jež vzbudily pozornost vědců. Po nějaké nespecifikované době je spatřen dopad „meteoritu“ poblíž Horsellu u Londýna. Vypravěčův dům je v blízkosti, a tak se dostane k místu dopadu jako jeden z prvních. Zjistí, že objekt, jenž dopadl, je válcovitá kosmická loď z Marsu. Objekt se otevře a pozorovatelé uvidí velkého Marťana s chapadly, jak vztyčuje zvláštní stroj v impaktním kráteru. Lidská delegace k němu zkusí přijít s bílou vlajkou příměří, ale je spálena „žhavým paprskem“, který se podobá laseru.
Po útoku bere vypravěč svou ženu do Leatherheadu k příbuzným, dokud nebudou Marťané zneškodněni. Pak se vrací domů a uvidí, co Marťané v kráteru stavěli: vysoké třínohé bojové stroje vyzbrojené paprskometem a chemickou zbraní, černým kouřem. Tyto stroje rozdrtily jakýkoliv odpor lidských armád, jež se rozmístily kolem kráteru, a zaútočily na okolní sídla. Vypravěč potká ustupujícího dělostřelce, který mu řekne, že další válec přistál mezi Wokingem a Leatherheadem, čímž oddělil vypravěče od jeho ženy. Oba muži se spolu pokoušejí utéct, ale jsou rozděleni během útoku na Shepperton.
Další válce zatím dál přistávaly v Anglii, což vedlo k zoufalé evakuaci Londýna. Mezi prchajícím davem je i vypravěčův bratr, který se během útěku potkal s manželkou a mladší sestrou muže jménem Elphinstone a stal se jejich ochráncem. Nakonec se všichni tři zachrání, když odplují na lodi přes kanál La Manche. Marťanské stroje i přes své vítězství nebyly neporazitelné, jeden byl zničen dělostřelectvem během bitvy o Shepperton a válečná loď Thunderchild dokáže rozdrtit dva další v zátoce Tillingham, než je sama potopena. Přesto je veškerý organizovaný odpor potlačen a Marťané mají v držení velkou část jižní Anglie.
Vypravěč je uvězněn v napůl zbořeném domě a pozoruje jeden z válců, jenž dopadl později. Tajně zblízka sleduje Marťany a uvidí, jak využívají chycené lidi pro přímou krevní transfuzi. Je s ním i vikář, jehož rozum i pohnutky byly zničeny traumatem z útoku a jehož nerozumné chování způsobí, že ho chytí Marťané. Vypravěč se jen stěží vyhýbá stejnému osudu, ale Marťané nakonec odejdou, aniž by ho našli. Vypravěč pak jde do prázdných ulic Londýna, kde zjistí, že Marťané náhle podlehli chorobným pozemským bakteriím. Nakonec se neočekávaně setkává se svojí ženou.

## Adaptace
- Válka světů, kontroverzní rozhlasová adaptace Orsona Wellese z roku 1938, kterou vysílalo americké rádio jako reportáž o aktuálním přistání mimozemšťanů
- Válka světů, filmová adaptace z roku 1953
- Válka světů, televizní kanál, běžící od 1988 do 1990
- The War of the Worlds, počítačová hra typu arkáda
- H.G. Wells' The War of the Worlds, film z roku 2005 režíroval Timothy Hines
- H.G. Wells' War of the Worlds, film z roku 2005 režíroval David Michael Latt
- Válka světů, film z roku 2005 režírovaný Stevenem Spielbergem